# Giornata mondiale per la consapevolezza sull'autismo
La giornata mondiale per la consapevolezza sull'autismo, anche semplicemente giornata mondiale per l'autismo, è fissata al 2 aprile di ogni anno ed è un giorno riconosciuto a livello internazionale per incoraggiare gli Stati membri delle Nazioni Unite ad una maggiore sensibilizzazione rispetto all'autismo.

## Storia e carattere
La giornata è stata designata dalla risoluzione 62/139. Giornata mondiale per la consapevolezza sull'autismo dell'Assemblea generale delle Nazioni Unite, approvata in Consiglio il 1º novembre 2007 e adottata il 18 dicembre 2007. È stata proposta dalla rappresentante del Qatar alle Nazioni Unite, la sceicca Mozah bint Nasser al-Missned, consorte dello sceicco Hamad bin Khalifa al-Thani, emiro del Qatar, e sostenuta da tutti gli stati membri.
La giornata mondiale dell'autismo è una delle giornate ONU ufficiali dedicate alla salute. Il giorno riunisce le singole organizzazioni dedicate all'autismo esistenti in tutto il mondo per collaborare riguardo a ricerca, diagnosi, trattamento e accettazione generale per le persone neurodivergenti.